# Refuser
On parle de refuser, dans le monde de la voile, quand le vent, dont la direction évolue, s'écarte de l'axe du bateau lui donnant une marche défavorable. Cette rotation peut être appelée refusante. Le contraire est adonner, ou adonnante, quand le vent évolue dans un axe favorable à la marche du bateau.